# Zaprešić
Zaprešić – miasto w Chorwacji, w żupanii zagrzebskiej, siedziba miasta Zaprešić. W 2011 roku liczył 19 644 mieszkańców.